# Ácidos grasos de cadena corta

Ácido acético.

Ácido caproico.

Los ácidos grasos de cadena corta o ácidos grasos volátiles (AGV) son un subgrupo de ácidos grasos con cadenas carbonadas de menos de seis carbonos. Su volatilidad se debe a la corta cadena carbonada que poseen, en contraste con los ácidos grasos de cadena larga, que son sólidos a temperatura ambiente. 
Los ácidos grasos de cadena corta son:
- 2 carbonos Ácido etanoico
- 3 carbonos Ácido propiónico
- 5 carbonos Ácido valérico.
- 6 carbonos Ácido caproico.

Los ácidos grasos de cadena corta, al igual que los ácidos grasos de cadena mediana, son transportados directamente a la vena porta durante la digestión de las grasas, sin embargo, en el caso de los ácidos grasos de cadena larga son almacenados dentro de los quilomicrones y entran a los capilares linfáticos y llegan a la sangre por la vena subclavia.
Los ácidos grasos de cadena corta se producen cuando la fibra alimentaria soluble y el almidón resistente son fermentados por los microorganismos intestinales en el colon y también en los preestomagos de los rumiantes.